# Voschod 2
Voschod 2 fu una missione spaziale sovietica con equipaggio. Per la prima volta nella storia dell'esplorazione umana dello spazio un astronauta uscì all'esterno di un'astronave per eseguire una passeggiata spaziale rimanendo sospeso liberamente nel vuoto.

## Preparazione
Conclusa con successo la missione Voschod 1, la prima che portò in orbita tre cosmonauti con una sola navicella spaziale, l'Unione Sovietica puntò a raggiungere un ulteriore spettacolare primato: un cosmonauta doveva uscire dalla capsula spaziale mentre questa si trovava nell'orbita terrestre per così rimaner sospeso nell'immenso vuoto dello spazio.
Si dovette pertanto modificare ulteriormente la capsula nei confronti del tipo usato per la missione Voschod 1. Infatti questa, ora denominata del tipo Voschod 3KD era dotata di spazio per due soli cosmonauti. Lo spazio occupato dal terzo cosmonauta era stato utilizzato per posizionare una chiusa d'aria gonfiabile ed estraibile, la quale - mentre si trovava ancora nell'apposito involucro - aveva un diametro di 70 cm ed una lunghezza di 77 cm. Una volta raggiunta l'orbita terrestre, la chiusa poteva essere gonfiata ed estratta per raggiungere una dimensione di 2,5 m di lunghezza per un diametro esterno di 1,2 m corrispondente ad un diametro interno di 1,0 m. La chiusa aveva un peso complessivo di circa 250 kg.
Una capsula spaziale identica alla descritta venne lanciata il 22 febbraio 1965 con la denominazione di camuffaggio Cosmos 57. Raggiunta l'orbita terrestre, la camera di equilibrio si gonfiò come previsto, fatto che poté essere osservato da parte del centro di controllo di volo mediante la telecamera posizionata all'esterno della capsula che trasmetteva le immagini televisive in diretta. Erroneamente due stazioni di controllo di volo inviarono dei comandi via radio nello stesso istante. Il ricevitore posizionato nella capsula spaziale interpretò a sua volta tali comandi nella maniera più erronea, cioè di dover azionare i retrorazzi frenanti per avviare la procedura di rientro in atmosfera ed atterraggio. La capsula non era posizionata esattamente per effettuare tale manovra ed una volta azionati, i retrorazzi non poterono più essere spenti. La conseguenza fu che la manovra non riuscì del tutto e che la capsula pertanto rimase nell'orbita terrestre, solo su di una traiettoria completamente diversa. Poco dopo inizio a ruotare su sé stessa in maniera sempre più veloce ed incontrollabile, tanto che si azionò il programma di autodistruzione che fece esplodere Cosmos 57 solo circa 3 ore dopo il lancio.
Nonostante i descritti problemi ed insuccessi, il lancio della missione equipaggiata venne fissato per il mese di marzo.

## Equipaggio
Degli originari 20 membri del primo gruppo di cosmonauti solo cinque avevano effettivamente svolto un volo nello spazio al termine del programma Vostok. Valentin Bondarenko era deceduto in un tragico incidente durante la fase di addestramento, Kartašov e Varlamov avevano dovuto lasciare il gruppo per motivi di salute, mentre ulteriori quattro aspiranti cosmonauti erano stati esclusi per motivi disciplinari, primo su tutti Neljubov, seconda riserva di Jurij Gagarin per la missione Vostok 1, che non fu mai capace di accettare di non essere stato selezionato come primo ad avere la possibilità di volare nello spazio.
Pertanto rimasero otto cosmonauti nella lista d'attesa per la prima missione nello spazio: Vladimir Michajlovič Komarov, Aleksej Archipovič Leonov, Boris Valentinovič Volynov, Pavel Ivanovič Beljaev, Evgenij Vasil'evič Chrunov, Viktor Vasil'evič Gorbatko, Dmitrij Alekseevič Zaikin e Georgij Stepanovič Šonin, dove bisogna sottolineare che i primi tre nominati erano già in precedenza stati nominati riserve per una missione del programma Vostok.
A luglio del 1964 fu il direttore del centro di addestramento cosmonauti Nikolaj Petrovič Kamanin, ad ufficializzare la scelta dell'equipaggio principale: Beljaev e Gorbatko vennero addestrati per il ruolo di comandante, Leonov e Chrunov per effettuare l'attività extraveicolare. Successivamente venne aggiunto a tale scelta il cosmonauta Saikin, anch'esso selezionato ed addestrato per un'eventuale attività extraveicolare.
La scelta definitiva dell'equipaggio per la Voschod 2 venne ufficializzata il 9 febbraio 1965. Beljaev e Leonov vennero nominati quale equipaggio principale, mentre Chrunov e Saikin formavano l'equipaggio di riserva. Bisogna particolarmente evidenziare che Chrunov fu addestrato in una maniera tale da poter eventualmente sostituire sia Beljaev come pure Leonov. Anche Gorbatko venne considerato quale eventuale ulteriore sostituto. Ad ogni modo non fu necessario effettuare delle sostituzioni e pertanto l'equipaggio principale originariamente nominato (Beljaev e Leonov) poté prepararsi a volare la missione Voschod 2.

## Missione

### Lancio
Il decollo della Voschod 2 il 18 marzo 1965 alle ore 07.00 UTC dal cosmodromo di Bajkonur.

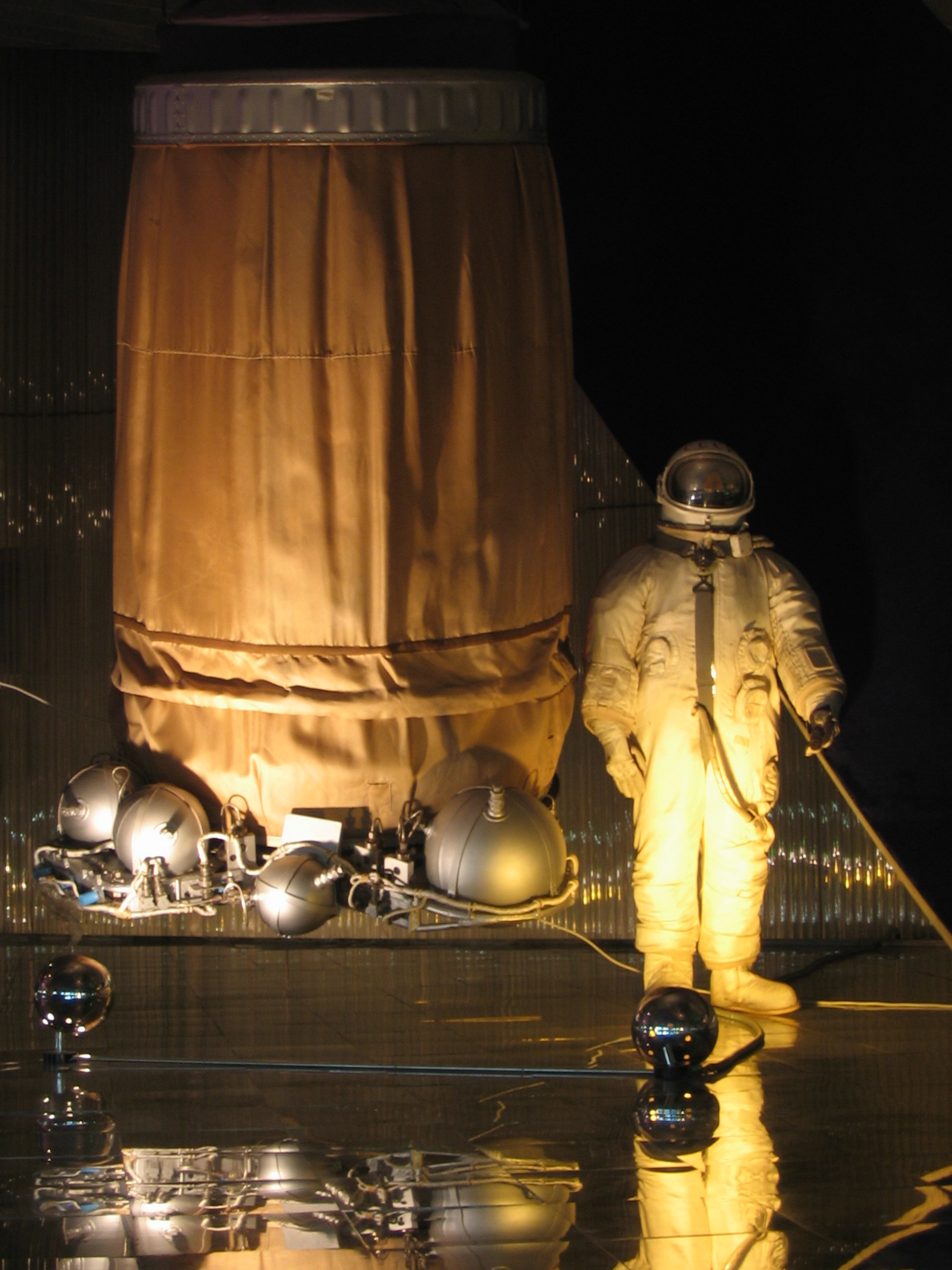
Chiusa d'aria e tuta come quelle usate da Leonov. Esposte al Memorial Museum of Cosmonautics a Mosca

### La prima passeggiata spaziale
Già durante la prima orbita terrestre venne gonfiata, estratta e posizionata la chiusa d'aria. Leonov allora si sforzò ad entrare nella stretta camera, dalla quale successivamente venne fatta evadere tutta l'aria. La cabina con Beljaev ovviamente rimase sotto pressione. Verso le 08.30 UTC, Leonov iniziò ad uscire per passeggiare nel vuoto dello spazio.
Poco dopo Voschod 2 aveva nuovamente raggiunto la zona di ricezione delle onde radio VHF delle stazioni di controllo di volo sovietiche, tanto che una telecamera posizionata all'esterno della capsula Voschod poté trasmettere direttamente a terra le prime immagini filmate di questo storico momento dell'esplorazione umana dello spazio.
Leonov rimase all'esterno della capsula per un periodo compreso tra i dieci ed i venti minuti. Le varie indicazioni sono decisamente contraddittorie e pertanto risulta quasi impossibile determinare con esattezza la durata complessiva della passeggiata. Quando tentò di rientrare nella chiusa d'aria si dimostrò che tale azione fosse decisamente più difficile di quanto previsto. Infatti la sua tuta spaziale si era notevolmente gonfiata a causa della mancanza di contropressione dovuta al vuoto dello spazio. Pertanto Leonov fu quasi impossibilitato a muoversi e solo dopo notevoli sforzi fu in grado di azionare un'apposita valvola di sgonfiaggio della tuta. Completamente stremato riuscì a rientrare nella chiusa d'aria e la tragedia in fondo fu sfiorata di poco.

### Atterraggio e recupero
La missione procedette senza incontrare particolari problemi. Durante la sedicesima orbita terrestre si sarebbe dovuto procedere con l'attivazione del sistema d'atterraggio mediante comandi trasmessi via radio in grado di eseguire la programmazione. Tale tentativo però non funzionò correttamente e così non fu possibile eseguire l'atterraggio come dal piano di volo al termine della 17ª orbita terrestre. Beljaev venne dunque avvisato ed incaricato di pilotare manualmente la capsula per eseguire l'orientamento. Tale manovra riuscì solo durante l'ormai 18ª orbita terrestre. A causa delle imprecisioni dovute ai fatti suddetti, il punto d'atterraggio previsto venne sbagliato di circa 2.000 km. Voschod 2 atterrò dunque, invece che nella steppa del Kazakistan, nei monti Urali.
La navicella era atterrata, per la precisione a 59°34' nord e 55°28' est in una foresta di pini fittissimamente innevata. Beljaev e Leonov poterono comunicare al centro di controllo di volo tramite codice Morse funzionante ad onda radio a frequenza corta - SW che "tutto era normale". Solo quattro ore dopo l'atterraggio vennero avvistati da un elicottero, che segnalò la loro posizione a circa 30 chilometri a sudovest di Beresniki. A causa del territorio dove la capsula fu avvistata, l'elicottero non poté atterrare, ma l'equipaggio dello stesso per lo meno poté lanciare ai due cosmonauti delle coperte, del vestiario indispensabile per riscaldarsi e delle provviste alimentari.
Solo dopo il calar del Sole un secondo elicottero fu in grado di atterrare a circa 5 chilometri di distanza dalla capsula, però le squadre di soccorso non furono in grado di avanzare fino alla capsula della Voschod 2. Proprio durante quelle ore la radio aveva già trasmesso ufficialmente l'atterraggio ed il termine con successo della missione.
La mattina seguente, delle squadre di soccorso si lanciarono con il paracadute per raggiungere l'equipaggio, ma i soccorritori impiegarono molto tempo  per raggiungere finalmente Beljaev e Leonov a mezzogiorno. Immediatamente si dovette constatare che sarebbe stato troppo rischioso recuperare i due cosmonauti mediante un verricello calato da un elicottero, e pertanto i due cosmonauti dovettero trascorrere un'ulteriore notte nella Taiga, però non più in assoluta solitudine, bensì in compagnia dei circa 20 soccorritori che avevano nel frattempo raggiunto la capsula.
Nel frattempo furono disboscati due punti d'atterraggio per gli elicotteri di soccorso. Passata la notte Beljaev e Leonov si trasferirono mediante l'uso di sci da fondo verso la più vicina zona disboscata per essere finalmente collocati a bordo di un elicottero che in un primo momento trasferì i due cosmonauti verso una zona d'atterraggio maggiore dove salirono su di un elicottero che comunque li portò solo fino alla città più vicina dell'omonima regione, cioè Perm'. Solo dopo aver raggiunto l'aeroporto di questa città poterono ricevere la consueta telefonata di congratulazioni da parte del primo segretario del PCUS e leader sovietico Leonid Il'ič Brežnev. Verso sera finalmente la lunga odissea ebbe un lieto fine per i due cosmonauti con il raggiungimento della città di Baikonur. Il recupero e trasferimento di Beljaev e Leonov aveva impegnato il doppio del tempo di durata della missione nello spazio.

## Importanza
Come già successo per la missione Voschod 1, pure Voschod 2 venne seguito con interesse in tutte le parti del mondo. Per l'ennesima volta l'esplorazione umana dello spazio da parte dei sovietici aveva ottenuto un prestigiosissimo primato. Si tratterà però dell'ultimo primato raggiunto da parte dell'Unione Sovietica.
Infatti solo una settimana più tardi gli Stati Uniti d'America eseguiranno la missione Gemini 3, la prima equipaggiata del programma Gemini portando in orbita due astronauti. Solo tre mesi più tardi sarà Edward H. White che nel corso di Gemini 4 svolgerà la prima attività extraveicolare da parte di un astronauta statunitense. Ancora due mesi più tardi il record di permanenza nello spazio durante una missione passerà per la prima volta in mani statunitensi, grazie a Gemini 5, una missione con quasi 191 ore (cioè quasi 8 giorni interi). Il precedente record raggiunto dai sovietici con Vostok 5 era di poco meno di 5 giorni interi.
Da parte dell'Unione Sovietica la missione di lunga durata della Voschod 3 (programmata di 19 giorni) venne per più volte spostata, senza essere ufficialmente cancellata sino ai giorni odierni. Ciò che comunque pesava molto di più fu il rallentamento della messa in funzione della nuova capsula Sojuz, la prima capsula spaziale sovietica in grado di eseguire sofisticate manovre orbitali. Infatti passeranno più di due anni dalla missione Voschod 2 fino al lancio della prima missione del programma Sojuz, la Sojuz 1. L'aggancio nello spazio di due capsule spaziali ed il passaggio di cosmonauti da una capsula verso l'altra dovette essere cancellato a causa di diversi problemi intercorsi all'inizio di questa prima missione del programma. Ulteriori problemi di carattere tecnico infine causarono un'assoluta disfunzione del sistema di frenatura della capsula durante il rientro in atmosfera, tanto che il paracadute principale non si aprì e la capsula si schiantò a terra in una maniera talmente violenta che non vi furono speranze per l'unico cosmonauta che l'equipaggiava, cioè Vladimir Michajlovič Komarov, prima tragica vittima che decedette durante una missione nello spazio. Ovviamente tale incidente bloccò ulteriormente i programmi spaziali sovietici. Solo a gennaio 1969 i sovietici riusciranno nuovamente ad eseguire un'attività extraveicolare (cioè la loro seconda) nel corso della missione Sojuz 5.

## Letteratura
L'uscita dalla capsula spaziale viene descritta da Leonov nel suo libro "Passeggiatore nello spazio".

## Film
Le vicende legate alla missione Voschod 2 sono trasposte nel film Il tempo dei primi - Spacewalker (in russo Время первых?), diretto dal regista Dmitrij Konstantinovič Kiselëv e distribuito nel 2017, con gli attori Evgenij Vital'evič Mironov, Konstantin Jur'evič Chabenskij e Vladimir Ilin rispettivamente nelle parti di Leonov, Beljaev e Korolëv.